# Azatamout
Azatamout (en arménien Ազատամուտ) est une localité d'Arménie, située dans la région de Tavush. Elle compte 2 644 habitants en 2008.
Elle est traversée par la M4 et la M16.